# Liste von Söhnen und Töchtern der Stadt Radebeul
In der Liste von Söhnen und Töchtern der Stadt Radebeul sind Personen aufgeführt, die in der sächsischen Stadt Radebeul oder ihren Ursprungsgemeinden, den Lößnitzortschaften, geboren wurden.

## Söhne und Töchter der Stadt
Die hier aufgeführten Persönlichkeiten kommen aus der Stadt Radebeul oder ihren Ursprungsgemeinden und haben regionale, nationale oder sogar internationale Bedeutung.
(So weit wie möglich ist statt der pauschalen Angabe Radebeul die Ursprungsgemeinde oder später der jeweilige Stadtteil vermerkt. Durch die Sortierbarkeit jeder Spalte kann nicht nur der Nachname alphabetisch sortiert, sondern es können auch schnell Jubiläumsjahreszahlen gefunden werden.)
| Name                            | geb. | in                              | gest.     | in                   | Anmerkung |
| ------------------------------- | ---- | ------------------------------- | --------- | -------------------- | --- |
| Christophorus Bulaeus           | 1602 | Kötzschenbroda                  | 1677      | Dresden              | Theologe, Superintendent in Dresden |
| Carl August von Schimmelthor    | 1766 | Radebeul                        | 1848      | Lecco (Italien)      | fiktiver Schriftsteller und Publizist |
| Carl August Flemming            | 1775 | Kötzschenbroda                  | 1832      | Dresden              | Mediziner |
| Christian Gottlieb Ziller       | 1807 | Alt-Radebeul                    | 1873      | Oberlößnitz          | Baumeister in der Lößnitz, bereits zweite Generation der Ziller-Baudynastie. Er baute sich ab 1834 in Serkowitz das Landhaus Christian Gottlieb Ziller, das 1839 zu Oberlößnitz zugeordnet wurde. Dort wurden Ernst, Moritz, Gustav und Paul geboren. |
| Johann Gottlob Mehlig           | 1809 | Hoflößnitz                      | 1870      | Oberlößnitz          | Chronist, Winzer und Bergvoigt |
| Wilhelm Eichler                 | 1818 | Kötzschenbroda                  | 1892      | Baden b. Wien        | Eisenbahningenieur, 1865/68 vom österreichischen Kaiser geadelt (Freiherr Wilhelm von Eichkron) |
| Carl Gottlieb Barth             | 1819 | Alt-Radebeul                    | 1898      | Radebeul             | Politiker, MdL, Gemeindevorstand, Ortsrichter und Gutsbesitzer |
| Elise Polko                     | 1822 | Wackerbarths Ruh’               | 1899      | München              | Dichterin und Sängerin |
| Armin zur Lippe-Weißenfeld      | 1825 | Oberlößnitz                     | 1899      | Oberschönfeld        | Politiker (Konservative Fraktion), MdR, Gutsbesitzer, Agrarwissenschaftler und Autor |
| Ernst Ziller (Ernestos Tsiller) | 1837 | Serkowitz (ab 1839 Oberlößnitz) | 1923      | Athen                | Architekt und Archäologe in Griechenland, Baumeister des griechischen Königs Georg I., Freund von Heinrich Schliemann |
| Moritz Ziller                   | 1838 | Serkowitz (ab 1839 Oberlößnitz) | 1895      | Serkowitz            | Baumeister in der Lößnitz, übernahm das väterliche Geschäft und machte es zur Radebeuler Baufirma „Gebrüder Ziller“ |
| Gustav Ziller                   | 1842 | Oberlößnitz                     | 1901      | Serkowitz            | Baumeister in der Lößnitz, schloss sich mit dem Bruder Moritz zur Radebeuler Baufirma „Gebrüder Ziller“ zusammen |
| Paul Ziller                     | 1846 | Oberlößnitz                     | 1931      | Serkowitz            | Architekt, jüngster Sohn von Christian Gottlieb, schuf das Karl-May-Grabmal |
| Edward Goschen                  | 1847 | Oberlößnitz                     | 1924      | London               | Diplomat (britisch), Mitglied des Privy Councils der britischen Krone, wuchs in der Villa Göschen auf |
| Ernst Kuchenbuch                | 1858 | Niederlößnitz                   | 1902      | Dresden              | Unternehmer (Sächsisch-Böhmische Dampfschiffahrtsgesellschaft) |
| Ernst Kießling                  | 1873 | Kötzschenbroda                  | 1951      | Kötzschenbroda       | Baumeister in der Lößnitz, Mitgründer der Baufirma „Gebrüder Kießling“ |
| Hans Breymann                   | 1873 | Kötzschenbroda                  | 1958      | Baden (Schweiz)      | Genealoge, Jurist |
| Edmund Kießling                 | 1875 | Kötzschenbroda                  | 1948      | Leipzig              | Baumeister in der Lößnitz, Mitgründer der Baufirma „Gebrüder Kießling“ |
| Otto Gysae                      | 1877 | Serkowitz                       | 1947      | Riedering/Oberbayern | Schriftsteller, Sohn des Fabrikanten Robert Gysae, der die spätere Farbenfabrik O. Baer gründete |
| Johannes Eisold                 | 1878 | Serkowitz                       | 1959      | Serkowitz            | Baumeister in der Lößnitz |
| Walter Steinbeck                | 1878 | Niederlößnitz                   | 1942      | Berlin               | Schauspieler |
| Georg Vitzthum von Eckstädt     | 1880 | Oberlößnitz                     | 1945      | Göttingen            | Kunsthistoriker, Sohn von Oberst a. D. Graf Ernst Bernhard Vitzthum von Eckstädt, ehemaliger Kommandeur des Oschatzer Ulanen-Regiments |
| Otto Oesterhelt                 | 1883 | Zitzschewig                     | 1945      | Dresden              | Professor, Geodät |
| Karl Sinkwitz                   | 1886 | Niederlößnitz                   | 1933      | Niederlößnitz        | Maler, Freund von Paul Wilhelm |
| Hans von Schuch                 | 1886 | Niederlößnitz                   | 1963      | Dresden              | Musiker (Violoncellist), Musikpädagoge |
| Ursula Richter                  | 1886 | Radebeul                        | 1946      | Greifswald           | Fotografin |
| Bruno Rüger                     | 1886 | Radebeul                        | 1972      | Dresden              | Go-Lehrer und -Schriftsteller, Herausgeber der Deutschen Go-Zeitung |
| Otto Ziller                     | 1889 | Serkowitz                       | 1958      | Serkowitz            | Architekt, Sohn von Gustav Ziller |
| Rudolf Opitz                    | 1890 | Radebeul                        | 1940      | Kłobuck              | Paläontologe und Lehrer |
| Curt Bergmann                   | 1890 | Radebeul                        | 1971      | Lahr                 | Sportler, Tennisspieler |
| Fritz Thoenes                   | 1891 | Alt-Radebeul                    | 1974      | Jena                 | Professor, Mediziner, Klinikumsleiter, Mitglied der Deutschen Akademie der Naturforscher Leopoldina, Sohn von Gustav Thoenes |
| Hans Windisch                   | 1891 | Niederlößnitz                   | 1965      | am Chiemsee          | Maler und Grafiker |
| Felix Kaden                     | 1892 | Kötzschenbroda                  | 1964      |                      | Politiker, Minister (sächsischer Land- und Forstwirtschaftsminister, 1950), MdL |
| Gustav Gerstenberger            | 1892 | Serkowitz                       | 1979      | Dresden              | Professor, Wasserbauingenieur |
| Richard Richter                 | 1892 | Radebeul                        | 1970      | Hamburg              | Dirigent |
| Paul Merker                     | 1894 | Oberlößnitz                     | 1969      | Berlin               | Staatssekretär im DDR-Landwirtschaftsministerium, Funktionär der Arbeiterbewegung |
| Margot Leander                  | 1895 | Oberlößnitz                     | nach 1929 |                      | Opernsängerin (Sopran) |
| Armin Walther                   | 1896 | Radebeul                        | 1969      | Dresden              | Elektromeister, Widerstandskämpfer gegen den Nationalsozialismus |
| Theodor Böhme                   | 1898 | Radebeul                        | 1980      | Wolfratshausen       | Politiker (CSVD) und Unternehmer |
| Karen Schacht                   | 1900 | Niederlößnitz                   | 1987      | Kassel               | Malerin |
| Ludwig Haller-Rechtern          | 1904 | Serkowitz                       | 1986      | Borgdorf-Seedorf     | Maler und Zeichner |
| Elisabeth Zillich               | 1904 | Alt-Radebeul                    | 1968      | Dresden              | Malerin und Keramikerin |
| Paul-August Koch                | 1905 | Radebeul                        | 1998      | Aachen               | Professor, Textiltechniker |
| Rudolf Brummer                  | 1907 | Radebeul                        | 1989      | München              | Professor, Romanist und Katalanist |
| Alfons Orpky                    | 1909 | Radebeul                        | 1978      |                      | Musiker (1. Posaunist) |
| Artur Missbach                  | 1911 | Radebeul                        | 1988      | Bremen               | Politiker (CDU) und MdB |
| Werner Kutzsche                 | 1911 | Niederlößnitz                   | 2000      | Dresden              | Professor, Informationstechniker |
| Kurt Exner                      | 1912 | Radebeul                        | 1943      |                      | Klassischer Archäologe, Fibel-Systematiker |
| Gerhard Eckert                  | 1912 | Oberlößnitz                     | 2009      |                      | Schriftsteller |
| Heinz Jungnickel                | 1914 | Serkowitz                       | 2006      | Radebeul             | Professor, Kältetechniker |
| Gerhard Liebers                 | 1914 | Radebeul                        | 2000      |                      | Bibliothekar |
| Siegfried Hünig                 | 1921 | Radebeul                        | 2021      | Würzburg             | Chemiker |
| Johannes Thaut                  | 1921 | Radebeul                        | 1987      | Radebeul             | Maler und Grafiker |
| Elisabeth Schlüter              | 1924 | Radebeul                        | 1978      |                      | Malerin und Illustratorin |
| Erik S. Klein                   | 1926 | Radebeul                        | 2002      | Königs Wusterhausen  | Schauspieler |
| Ursula Müller                   | 1926 | Kötzschenbroda                  | 2019      |                      | Journalistin |
| Klaus Dieter Stopp              | 1926 | Kötzschenbroda                  | 2006      | Mainz                | Pharmazeut |
| Wolfgang Ecke                   | 1927 | Radebeul                        | 1983      | Murnau am Staffelsee | Schriftsteller |
| Fritz Kossack                   | 1927 | Radebeul                        | 2020      |                      | Gebrauchsgrafiker |
| Lothar Schmid                   | 1928 | Radebeul                        | 2013      | Bamberg              | Schachgroßmeister, Schachschiedsrichter des Jahrhunderts und Karl-May-Verleger, Sohn von Euchar Albrecht Schmid |
| Harry Merkel                    | 1929 | Radebeul                        |           |                      | Schauspieler |
| Joachim Naumann                 | 1929 | Wahnsdorf                       | 2019      | Berlin               | Diplomat, Botschafter |
| Konrad Petzold                  | 1930 | Radebeul                        | 1999      | Kleinmachnow         | Regisseur (DEFA) |
| Hermann Naumann                 | 1930 | Kötzschenbroda                  |           |                      | Grafiker und Bildhauer |
| Roland Schmid                   | 1930 | Radebeul                        | 1990      | Bamberg              | Karl-May-Verleger, Sohn von Euchar Albrecht Schmid |
| Hans-Dieter Taubert             | 1931 | Niederlößnitz                   | 2013      | Dreieichenhain       | Professor, Mediziner |
| Peter Vielhauer                 | 1931 | Radebeul                        | 2003      |                      | Professor, Mathematiker |
| Klaus Richter                   | 1936 | Radebeul                        | 2001      | Jena                 | Professor, Biologe |
| Klaus-Dieter Jäger              | 1936 | Radebeul                        | 2019      |                      | Geologe und Prähistoriker |
| Antonius Jammers                | 1937 | Radebeul                        | 2020      | Berlin               | Bibliothekar |
| Sibylle Hentschel               | 1937 | Radebeul                        |           |                      | Schriftstellerin |
| Frank Hoffmann                  | 1938 | Radebeul                        | 2022      | Großmürbisch         | Schauspieler (deutsch-österreichisch) |
| Friedrich Porsdorf              | 1938 | Radebeul                        |           |                      | Maler |
| Rainer Bär                      | 1939 | Radebeul                        |           |                      | Filmregisseur und Drehbuchautor |
| Peter Hölzel                    | 1939 | Radebeul                        | 1990      | Dresden              | Schauspieler |
| Horst Matthies                  | 1939 | Radebeul                        |           |                      | Schriftsteller, Autor und Bergmann |
| Karl-Heinz Appelt               | 1940 | Radebeul                        | 2013      | Kahla                | Bildhauer |
| Bernd Meyer-Rähnitz             | 1940 | Radebeul                        |           |                      | Verlagsleiter, Künstler und Publizist |
| Helmar Hegewald                 | 1941 | Radebeul                        |           |                      | Politiker (SED, PDS), MdV, MdL, Hochschullehrer |
| Rüdiger Sander                  | 1941 | Radebeul                        | 2012      |                      | Schauspieler |
| Jobst Henker                    | 1941 | Radebeul                        |           |                      | Professor, Mediziner |
| Eberhard Streul                 | 1941 | Radebeul                        |           |                      | Regisseur und Dramaturg |
| Bernd Mikulin                   | 1942 | Radebeul                        | 2009      | Dresden              | Präsident des Deutschen Anglerverbandes (DAV) |
| Annette Zwahr                   | 1942 | Radebeul                        |           |                      | Historikerin |
| Detlef Wehnert                  | 1943 | Radebeul                        |           |                      | Politiker (PDS), MdL, Parlamentarischer Fraktionsgeschäftsführer |
| Kerstin Dörhöfer                | 1943 | Radebeul                        |           |                      | Architektin, Stadtplanerin und Hochschullehrerin |
| Irene Greulich                  | 1944 | Radebeul                        | 2017      | Naumburg             | Organistin, Kantorin und Kirchenmusikerin |
| Bettina Winkler                 | 1944 | Radebeul                        |           |                      | Malerin und Grafikerin |
| Kristina Albertus               | 1945 | Radebeul                        |           |                      | Sportlerin, Leichtathletin, dreifache DDR-Meisterin im Weitsprung |
| Klaus Vogelgesang               | 1945 | Radebeul                        |           |                      | Maler und Zeichner |
| Henning Protzmann               | 1946 | Radebeul                        |           |                      | Musiker (Bassist und Rockmusiker), spielte bei Karat |
| Gottfried Bräunling             | 1947 | Radebeul                        |           |                      | Bildhauer, Maler |
| Günter Hielscher                | 1947 | Radebeul                        |           |                      | Politiker (FDP) und Mitglied des Sächsischen Landtags |
| Arndt Koeppen                   | 1947 | Radebeul                        | 2018      | Frankfurt am Main    | Staatssekretär im Justizministerium Thüringen (2001–2004) |
| Detlef Merbd                    | 1948 | Radebeul                        | 2019      |                      | Schriftsteller und Drehbuchautor |
| Reinhard Wengierek              | 1949 | Radebeul                        |           |                      | Journalist, Theaterkritiker |
| Wolf-Ingo Seidelmann            | 1950 | Radebeul                        |           |                      | Volkswirt, Historiker |
| Roman Kaminski                  | 1951 | Radebeul                        |           |                      | Schauspieler |
| Frank-Jürgen Weise              | 1951 | Radebeul                        |           |                      | Manager |
| Bernhard Thalheim               | 1952 | Radebeul                        |           |                      | Professor, Informatiker |
| Ralph Stelzer                   | 1953 | Radebeul                        |           |                      | Professor, Maschinenbauingenieur |
| Harald Hauswald                 | 1954 | Radebeul                        |           |                      | Fotograf |
| Angelika Handt, verh. Kahl      | 1954 | Radebeul                        |           |                      | Sportlerin, Leichtathletin, Europameisterin in der 4-mal-400-Meter-Staffel |
| Klaus-Dieter Baumann            | 1955 | Radebeul                        |           |                      | Professor, Linguist |
| Jannulis Tembridis              | 1955 | Radebeul                        |           |                      | Bildhauer, Maler |
| Thomas Peinke                   | 1956 | Radebeul                        |           |                      | Politiker (DBD, Garten-Partei Sachsen), MdV |
| Jörg Arnold                     | 1957 | Radebeul                        |           |                      | Jurist |
| Matthias Alward                 | 1958 | Radebeul                        |           |                      | Kirchenmusiker |
| Matthias Hoch                   | 1958 | Radebeul                        |           |                      | Fotograf |
| Kerstin Kassner                 | 1958 | Radebeul                        |           |                      | Politiker (SED, PDS, Die Linke), MdB, MdL |
| Tilo Schmitz                    | 1959 | Radebeul                        |           |                      | Synchronsprecher |
| Annegret Strauch                | 1968 | Radebeul                        |           |                      | Sportler, Ruderin, Olympiasiegerin und Weltmeisterin |
| Andreas Fritsch                 | 1970 | Radebeul                        |           |                      | Fernsehmoderator |
| Yvonne Kunze                    | 1978 | Radebeul                        |           |                      | Sportler, Shorttrackerin, Olympiamedaillengewinnerin |
| Benni Cellini                   | 1978 | Radebeul                        |           |                      | Musiker |
| Silvio Schröter                 | 1979 | Radebeul                        |           |                      | Sportler, Fußballspieler |
| Robert Nuck                     | 1983 | Radebeul                        |           |                      | Sportler, Kanute, Welt- und Europameister |
| Martin Helbig                   | 1986 | Radebeul                        |           |                      | Politiker (Bündnis 90/Die Grünen) |
| Erik Oese                       | 1987 | Radebeul                        |           |                      | Sportler, Voltigierer, Vizeweltmeistertitel und Deutscher Meisterschaft |
| Martin Oschatz                  | 1987 | Radebeul                        |           |                      | Chemiker und Hochschullehrer |
| Frank Rennhack                  | 1989 | Radebeul                        |           |                      | Sportler, Sledge-Eishockey-Nationalspieler, Europameister und Paralympik-Teilnehmer |
| Moritz Stephan                  | 1989 | Radebeul                        |           |                      | Schauspieler |
| Oskar Klingner                  | 1991 | Radebeul                        |           |                      | Schauspieler |
| Hermes Helfricht                | 1992 | Radebeul                        |           |                      | Dirigent und Pianist |
| Albrecht Menzel                 | 1992 | Radebeul                        |           |                      | Musiker (Geigenvirtuose) |
| Johann Beurich                  | 1993 | Radebeul                        |           |                      | Musiker (als Youtuber DorFuchs) und Mathematiker |
| Patricia Nestler                | 2001 | Radebeul                        |           |                      | Sportlerin, Volleyballspielerin |